# Liste der Nummer-eins-Hits in Spanien (1983)
Dies ist eine Liste der Nummer-eins-Hits in Spanien im Jahr 1983. Sie basiert auf den offiziellen Chartlisten der Asociación Fonográfica y Videográfica de España (AFYVE, heute Promusicae), der spanischen Landesgruppe der IFPI.

## Singles
| | Liste der Nummer-eins-Hits in Spanien | Liste der Nummer-eins-Hits in Spanien | Liste der Nummer-eins-Hits in Spanien | 1984 → |
| \| Zeitraum \| Wo. ges. \| Interpret \| Titel Autor(en) \| Zusätzliche Informationen \| \| (Zeitraum, Wochen auf Platz eins, Interpret, Titel, Autor[en], zusätzliche Informationen) \| \| \| \| \| \| ----------------------------------------------------------------------------------------- \| -------- \| ----------------------- \| --------------------------------------------------------------------------------------------------------------------------------------------------------- \| --------------------------------------------------------------------------------------------------------------------------------------------------------- \| \| 27. Dezember 1982 – 2. Januar 1983 1 Woche (insgesamt 9) \| 9 \| F. R. David \| Words Musik: Robert Fitoussi; Text: Martin Joe Kupersmith, Louis Sandy Yaguda \| – \| \| 3. Januar 1983 – 9. Januar 1983 1 Woche \| 1 \| Mocedades \| Amor de hombre Juan Carlos Calderon Lopez de Arroyabe \| – \| \| 10. Januar 1983 – 20. Februar 1983 6 Wochen (insgesamt 9) \| 9 \| F. R. David \| Words Musik: Robert Fitoussi; Text: Martin Joe Kupersmith, Louis Sandy Yaguda \| – \| \| 21. Februar 1983 – 27. Februar 1983 1 Woche (insgesamt 2) \| 2 \| Musical Youth \| Pass the Dutchie Headley George Bennett, Huford Benjamin Brown, Robbie Lyn, Jackie Mittoo, Leroy Sibbles, Fitzroy Ogilvie Simpson, Lloyd Anthony Ferguson \| – \| \| 28. Februar 1983 – 6. März 1983 1 Woche (insgesamt 9) \| 9 \| F. R. David \| Words Musik: Robert Fitoussi; Text: Martin Joe Kupersmith, Louis Sandy Yaguda \| – \| \| 7. März 1983 – 13. März 1983 1 Woche \| 1 \| Michael Jackson \| The Girl Is Mine Michael Joe Jackson \| – \| \| 14. März 1983 – 20. März 1983 1 Woche (insgesamt 2) \| 2 \| Daryl Hall & John Oates \| Maneater Daryl F. Hall, Johan Oates, Sara Allen \| – \| \| 21. März 1983 – 27. März 1983 1 Woche (insgesamt 2) \| 2 \| Musical Youth \| Pass the Dutchie Headley George Bennett, Huford Benjamin Brown, Robbie Lyn, Jackie Mittoo, Leroy Sibbles, Fitzroy Ogilvie Simpson, Lloyd Anthony Ferguson \| – \| \| 28. März 1983 – 3. April 1983 1 Woche (insgesamt 2) \| 2 \| Gary Low \| You Are a Danger Musik: Pierluigi Giombini; Text: Paolo Micioni \| Für den in Rom geborenen Spanier war seine Debütsingle international ein Erfolg, der es bis in die US-amerikanischen Dance-Charts brachte.[1] \| \| 4. April 1983 – 10. April 1983 1 Woche (insgesamt 9) \| 9 \| F. R. David \| Words Musik: Robert Fitoussi; Text: Martin Joe Kupersmith, Louis Sandy Yaguda \| – \| \| 11. April 1983 – 17. April 1983 1 Woche (insgesamt 2) \| 2 \| Daryl Hall & John Oates \| Maneater Daryl F. Hall, Johan Oates, Sara Allen \| – \| \| 18. April 1983 – 24. April 1983 1 Woche (insgesamt 5) \| 5 \| Casal \| Embrujada José Celestino Casal Álvarez \| – \| \| 25. April 1983 – 1. Mai 1983 1 Woche (insgesamt 2) \| 2 \| Gary Low \| You Are a Danger Musik: Pierluigi Giombini; Text: Paolo Micioni \| – \| \| 2. Mai 1983 – 15. Mai 1983 2 Wochen (insgesamt 5) \| 5 \| Casal \| Embrujada José Celestino Casal Álvarez \| – \| \| 16. Mai 1983 – 22. Mai 1983 1 Woche \| 1 \| Michael Jackson \| Billie Jean Michael Joe Jackson \| – \| \| 23. Mai 1983 – 29. Mai 1983 1 Woche (insgesamt 5) \| 5 \| Casal \| Embrujada José Celestino Casal Álvarez \| – \| \| 30. Mai 1983 – 12. Juni 1983 2 Wochen (insgesamt 4) \| 4 \| Azul y Negro \| No tengo tiempo (con los dedos de una mano) Musik: Joaquin Montoya Coy; Text: Tomas Julian Ruiz Garrido \| – \| \| 13. Juni 1983 – 19. Juni 1983 1 Woche (insgesamt 5) \| 5 \| Casal \| Embrujada José Celestino Casal Álvarez \| – \| \| 20. Juni 1983 – 3. Juli 1983 2 Wochen (insgesamt 4) \| 4 \| Azul y Negro \| No tengo tiempo (con los dedos de una mano) Musik: Joaquin Montoya Coy; Text: Tomas Julian Ruiz Garrido \| – \| \| 4. Juli 1983 – 31. Juli 1983 4 Wochen \| 4 \| Mecano \| Barco a Venus Ignacio Cano Andres \| – \| \| 1. August 1983 – 4. September 1983 5 Wochen \| 5 \| Mike Oldfield \| Moonlight Shadow Mike Oldfield \| – \| \| 5. September 1983 – 2. Oktober 1983 4 Wochen \| 4 \| Ryan Paris \| Dolce vita Musik: Pierluigi Giombini; Text: Paul Mazzolini \| – \| \| 3. Oktober 1983 – 9. Oktober 1983 1 Woche \| 1 \| Rod Stewart \| Baby Jane Jay L. Davis, Roderick David Stewart \| – \| \| 10. Oktober 1983 – 27. November 1983 7 Wochen (insgesamt 9) \| 9 \| Irene Cara \| Flashdance … What a Feeling Musik: Giorgio Moroder; Text: Irene Cara, Keith Forsey \| – \| \| 28. November 1983 – 4. Dezember 1983 1 Woche \| 1 \| Gazebo \| I Like Chopin Musik: Pierluigi Giombini; Text: Paul Mazzolini \| Den ersten Nummer-eins-Hit in diesem Jahr in Spanien schrieb Paul Mazzolini für Ryan Paris, den zweiten sang er selbst unter seinem Künstlernamen Gazebo. \| \| 5. Dezember 1983 – 18. Dezember 1983 2 Wochen (insgesamt 9) \| 9 \| Irene Cara \| Flashdance… What a Feeling Musik: Giorgio Moroder; Text: Irene Cara, Keith Forsey \| – \| \| 19. Dezember 1983 – 5. Februar 1984 7 Wochen \| 7 \| Culture Club \| Karma Chameleon Michael Emile Craig, Roy Ernest Hay, Jonathan Aubrey Moss, George Alan O’Dowd, Philip Stuart Pickett \| – \| |                                       |                                       | | |
| |                                       |                                       | | → 1984 → |
| Zeitraum | Wo. ges.                              | Interpret                             | Titel Autor(en) | Zusätzliche Informationen |
| (Zeitraum, Wochen auf Platz eins, Interpret, Titel, Autor[en], zusätzliche Informationen) |                                       |                                       | | |
| 27. Dezember 1982 – 2. Januar 1983 1 Woche (insgesamt 9) | 9                                     | F. R. David                           | Words Musik: Robert Fitoussi; Text: Martin Joe Kupersmith, Louis Sandy Yaguda                                                                             | – |
| 3. Januar 1983 – 9. Januar 1983 1 Woche | 1                                     | Mocedades                             | Amor de hombre Juan Carlos Calderon Lopez de Arroyabe | – |
| 10. Januar 1983 – 20. Februar 1983 6 Wochen (insgesamt 9) | 9                                     | F. R. David                           | Words Musik: Robert Fitoussi; Text: Martin Joe Kupersmith, Louis Sandy Yaguda                                                                             | – |
| 21. Februar 1983 – 27. Februar 1983 1 Woche (insgesamt 2) | 2                                     | Musical Youth                         | Pass the Dutchie Headley George Bennett, Huford Benjamin Brown, Robbie Lyn, Jackie Mittoo, Leroy Sibbles, Fitzroy Ogilvie Simpson, Lloyd Anthony Ferguson | – |
| 28. Februar 1983 – 6. März 1983 1 Woche (insgesamt 9) | 9                                     | F. R. David                           | Words Musik: Robert Fitoussi; Text: Martin Joe Kupersmith, Louis Sandy Yaguda                                                                             | – |
| 7. März 1983 – 13. März 1983 1 Woche | 1                                     | Michael Jackson                       | The Girl Is Mine Michael Joe Jackson | – |
| 14. März 1983 – 20. März 1983 1 Woche (insgesamt 2) | 2                                     | Daryl Hall & John Oates               | Maneater Daryl F. Hall, Johan Oates, Sara Allen | – |
| 21. März 1983 – 27. März 1983 1 Woche (insgesamt 2) | 2                                     | Musical Youth                         | Pass the Dutchie Headley George Bennett, Huford Benjamin Brown, Robbie Lyn, Jackie Mittoo, Leroy Sibbles, Fitzroy Ogilvie Simpson, Lloyd Anthony Ferguson | – |
| 28. März 1983 – 3. April 1983 1 Woche (insgesamt 2) | 2                                     | Gary Low                              | You Are a Danger Musik: Pierluigi Giombini; Text: Paolo Micioni                                                                                           | Für den in Rom geborenen Spanier war seine Debütsingle international ein Erfolg, der es bis in die US-amerikanischen Dance-Charts brachte.                |
| 4. April 1983 – 10. April 1983 1 Woche (insgesamt 9) | 9                                     | F. R. David                           | Words Musik: Robert Fitoussi; Text: Martin Joe Kupersmith, Louis Sandy Yaguda                                                                             | – |
| 11. April 1983 – 17. April 1983 1 Woche (insgesamt 2) | 2                                     | Daryl Hall & John Oates               | Maneater Daryl F. Hall, Johan Oates, Sara Allen | – |
| 18. April 1983 – 24. April 1983 1 Woche (insgesamt 5) | 5                                     | Casal                                 | Embrujada José Celestino Casal Álvarez | – |
| 25. April 1983 – 1. Mai 1983 1 Woche (insgesamt 2) | 2                                     | Gary Low                              | You Are a Danger Musik: Pierluigi Giombini; Text: Paolo Micioni                                                                                           | – |
| 2. Mai 1983 – 15. Mai 1983 2 Wochen (insgesamt 5) | 5                                     | Casal                                 | Embrujada José Celestino Casal Álvarez | – |
| 16. Mai 1983 – 22. Mai 1983 1 Woche | 1                                     | Michael Jackson                       | Billie Jean Michael Joe Jackson | – |
| 23. Mai 1983 – 29. Mai 1983 1 Woche (insgesamt 5) | 5                                     | Casal                                 | Embrujada José Celestino Casal Álvarez | – |
| 30. Mai 1983 – 12. Juni 1983 2 Wochen (insgesamt 4) | 4                                     | Azul y Negro                          | No tengo tiempo (con los dedos de una mano) Musik: Joaquin Montoya Coy; Text: Tomas Julian Ruiz Garrido                                                   | – |
| 13. Juni 1983 – 19. Juni 1983 1 Woche (insgesamt 5) | 5                                     | Casal                                 | Embrujada José Celestino Casal Álvarez | – |
| 20. Juni 1983 – 3. Juli 1983 2 Wochen (insgesamt 4) | 4                                     | Azul y Negro                          | No tengo tiempo (con los dedos de una mano) Musik: Joaquin Montoya Coy; Text: Tomas Julian Ruiz Garrido                                                   | – |
| 4. Juli 1983 – 31. Juli 1983 4 Wochen | 4                                     | Mecano                                | Barco a Venus Ignacio Cano Andres | – |
| 1. August 1983 – 4. September 1983 5 Wochen | 5                                     | Mike Oldfield                         | Moonlight Shadow Mike Oldfield | – |
| 5. September 1983 – 2. Oktober 1983 4 Wochen | 4                                     | Ryan Paris                            | Dolce vita Musik: Pierluigi Giombini; Text: Paul Mazzolini                                                                                                | – |
| 3. Oktober 1983 – 9. Oktober 1983 1 Woche | 1                                     | Rod Stewart                           | Baby Jane Jay L. Davis, Roderick David Stewart | – |
| 10. Oktober 1983 – 27. November 1983 7 Wochen (insgesamt 9) | 9                                     | Irene Cara                            | Flashdance … What a Feeling Musik: Giorgio Moroder; Text: Irene Cara, Keith Forsey                                                                        | – |
| 28. November 1983 – 4. Dezember 1983 1 Woche | 1                                     | Gazebo                                | I Like Chopin Musik: Pierluigi Giombini; Text: Paul Mazzolini                                                                                             | Den ersten Nummer-eins-Hit in diesem Jahr in Spanien schrieb Paul Mazzolini für Ryan Paris, den zweiten sang er selbst unter seinem Künstlernamen Gazebo. |
| 5. Dezember 1983 – 18. Dezember 1983 2 Wochen (insgesamt 9) | 9                                     | Irene Cara                            | Flashdance… What a Feeling Musik: Giorgio Moroder; Text: Irene Cara, Keith Forsey                                                                         | – |
| 19. Dezember 1983 – 5. Februar 1984 7 Wochen | 7                                     | Culture Club                          | Karma Chameleon Michael Emile Craig, Roy Ernest Hay, Jonathan Aubrey Moss, George Alan O’Dowd, Philip Stuart Pickett                                      | – |

## Alben
| | Liste der Nummer-eins-Hits in Spanien | Liste der Nummer-eins-Hits in Spanien | Liste der Nummer-eins-Hits in Spanien | 1984 → |
| \| Zeitraum \| Wo. ges. \| Interpret \| Titel \| Zusätzliche Informationen \| \| (Zeitraum, Wochen auf Platz eins, Interpret, Titel, zusätzliche Informationen) \| \| \| \| \| \| ------------------------------------------------------------------------------ \| -------- \| -------------------------- \| --------------------------------- \| --------------------------------------------------------------------------------------------------------------------------------------- \| \| 6. Dezember 1982 – 27. Februar 1983 12 Wochen (insgesamt 13) \| 13 \| Modedades \| Amor de hombre \| – \| \| 28. Februar 1983 – 6. März 1983 1 Woche \| 1 \| Supertramp \| “…famous last words…” \| – \| \| 7. März 1983 – 20. März 1983 2 Wochen \| 2 \| Christopher Cross \| Another Page \| – \| \| 21. März 1983 – 27. März 1983 1 Woche (insgesamt 13) \| 13 \| Mocedades \| Amor de hombre \| – \| \| 28. März 1983 – 3. April 1983 1 Woche (insgesamt 7) \| 7 \| La Trinca \| Quesquesé se merdé \| – \| \| 4. April 1983 – 10. April 1983 1 Woche \| 1 \| Eddy Grant \| Killer on the Rampage \| – \| \| 11. April 1983 – 22. Mai 1983 6 Wochen (insgesamt 7) \| 7 \| La Trinca \| Quesquesé se merdé \| – \| \| 23. Mai 1983 – 6. Juni 1983 2 Wochen \| 2 \| The Kids from Fame \| Fame (Soundtrack) \| – \| \| 7. Juni 1983 – 26. Juni 1983 3 Wochen (insgesamt 5) \| 5 \| Miguel Ríos \| El rock de una noche de verano \| – \| \| 27. Juni 1983 – 3. Juli 1983 1 Woche \| 1 \| Luis Eduardo Aute \| Entre amigos \| – \| \| 4. Juli 1983 – 10. Juli 1983 1 Woche (insgesamt 7) \| 7 \| Miguel Ríos \| El rock de una noche de verano \| – \| \| 11. Juli 1983 – 24. Juli 1983 2 Wochen \| 2 \| Mecano \| ¿Dónde está el país de las hadas? \| Nachdem im Vorjahr das Debütalbum der Madrider bereits sehr erfolgreich gewesen war, kam auch Album Nummer zwei bis an die Chartspitze. \| \| 25. Juli 1983 – 31. Juli 1983 1 Woche (insgesamt 7) \| 7 \| Miguel Ríos \| El rock de una noche de verano \| – \| \| 1. August 1983 – 14. August 1983 2 Wochen (insgesamt 3) \| 3 \| Joan Manuel Serrat \| Cada loco con su tema \| – \| \| 15. August 1983 – 21. August 1983 1 Woche (insgesamt 5) \| 5 \| Mike Oldfield \| Crises \| – \| \| 22. August 1983 – 28. August 1983 1 Woche (insgesamt 3) \| 3 \| Joan Manuel Serrat \| Cada loco con su tema \| – \| \| 29. August 1983 – 18. September 1983 3 Wochen (insgesamt 5) \| 5 \| Mike Oldfield \| Crises \| – \| \| 19. September 1983 – 25. September 1983 1 Woche \| 1 \| Julio Iglesias \| En concierto \| – \| \| 26. September 1983 – 2. Oktober 1983 1 Woche (insgesamt 5) \| 5 \| Mike Oldfield \| Crises \| – \| \| 3. Oktober 1983 – 16. Oktober 1983 2 Wochen (insgesamt 10) \| 10 \| (Verschiedene Interpreten) \| Flashdance (Soundtrack) \| – \| \| 17. Oktober 1983 – 23. Oktober 1983 1 Woche \| 1 \| The Police \| Synchronicity \| – \| \| 24. Oktober 1983 – 18. Dezember 1983 8 Wochen (insgesamt 10) \| 10 \| (Verschiedene Interpreten) \| Flashdance (Soundtrack) \| – \| \| 19. Dezember 1983 – 1. Januar 1984 2 Wochen \| 2 \| Juan Pardo \| Caballo de batalla \| – \| |                                       |                                       |                                       | |
| |                                       |                                       |                                       | → 1984 → |
| Zeitraum | Wo. ges.                              | Interpret                             | Titel                                 | Zusätzliche Informationen |
| (Zeitraum, Wochen auf Platz eins, Interpret, Titel, zusätzliche Informationen) |                                       |                                       |                                       | |
| 6. Dezember 1982 – 27. Februar 1983 12 Wochen (insgesamt 13) | 13                                    | Modedades                             | Amor de hombre                        | – |
| 28. Februar 1983 – 6. März 1983 1 Woche | 1                                     | Supertramp                            | “…famous last words…”                 | – |
| 7. März 1983 – 20. März 1983 2 Wochen | 2                                     | Christopher Cross                     | Another Page                          | – |
| 21. März 1983 – 27. März 1983 1 Woche (insgesamt 13) | 13                                    | Mocedades                             | Amor de hombre                        | – |
| 28. März 1983 – 3. April 1983 1 Woche (insgesamt 7) | 7                                     | La Trinca                             | Quesquesé se merdé                    | – |
| 4. April 1983 – 10. April 1983 1 Woche | 1                                     | Eddy Grant                            | Killer on the Rampage                 | – |
| 11. April 1983 – 22. Mai 1983 6 Wochen (insgesamt 7) | 7                                     | La Trinca                             | Quesquesé se merdé                    | – |
| 23. Mai 1983 – 6. Juni 1983 2 Wochen | 2                                     | The Kids from Fame                    | Fame (Soundtrack)                     | – |
| 7. Juni 1983 – 26. Juni 1983 3 Wochen (insgesamt 5) | 5                                     | Miguel Ríos                           | El rock de una noche de verano        | – |
| 27. Juni 1983 – 3. Juli 1983 1 Woche | 1                                     | Luis Eduardo Aute                     | Entre amigos                          | – |
| 4. Juli 1983 – 10. Juli 1983 1 Woche (insgesamt 7) | 7                                     | Miguel Ríos                           | El rock de una noche de verano        | – |
| 11. Juli 1983 – 24. Juli 1983 2 Wochen | 2                                     | Mecano                                | ¿Dónde está el país de las hadas?     | Nachdem im Vorjahr das Debütalbum der Madrider bereits sehr erfolgreich gewesen war, kam auch Album Nummer zwei bis an die Chartspitze. |
| 25. Juli 1983 – 31. Juli 1983 1 Woche (insgesamt 7) | 7                                     | Miguel Ríos                           | El rock de una noche de verano        | – |
| 1. August 1983 – 14. August 1983 2 Wochen (insgesamt 3) | 3                                     | Joan Manuel Serrat                    | Cada loco con su tema                 | – |
| 15. August 1983 – 21. August 1983 1 Woche (insgesamt 5) | 5                                     | Mike Oldfield                         | Crises                                | – |
| 22. August 1983 – 28. August 1983 1 Woche (insgesamt 3) | 3                                     | Joan Manuel Serrat                    | Cada loco con su tema                 | – |
| 29. August 1983 – 18. September 1983 3 Wochen (insgesamt 5) | 5                                     | Mike Oldfield                         | Crises                                | – |
| 19. September 1983 – 25. September 1983 1 Woche | 1                                     | Julio Iglesias                        | En concierto                          | – |
| 26. September 1983 – 2. Oktober 1983 1 Woche (insgesamt 5) | 5                                     | Mike Oldfield                         | Crises                                | – |
| 3. Oktober 1983 – 16. Oktober 1983 2 Wochen (insgesamt 10) | 10                                    | (Verschiedene Interpreten)            | Flashdance (Soundtrack)               | – |
| 17. Oktober 1983 – 23. Oktober 1983 1 Woche | 1                                     | The Police                            | Synchronicity                         | – |
| 24. Oktober 1983 – 18. Dezember 1983 8 Wochen (insgesamt 10) | 10                                    | (Verschiedene Interpreten)            | Flashdance (Soundtrack)               | – |
| 19. Dezember 1983 – 1. Januar 1984 2 Wochen | 2                                     | Juan Pardo                            | Caballo de batalla                    | – |